# Masoala-Gabelstreifenmaki
Der Masoala-Gabelstreifenmaki (Phaner furcifer) ist eine Primatenart aus der Gruppe der Lemuren. Bis vor kurzem wurden alle Gabelstreifenmakis als gemeinsame Art mit der Bezeichnung Phaner furcifer zusammengefasst, heute werden vier Arten unterschieden.

Verbreitungsgebiet (rot) des Masoala-Gabelstreifenmakis auf Madagaskar

Mit einer Kopfrumpflänge von bis zu 29 Zentimetern und einem Gewicht von bis zu 500 Gramm sind Masoala-Gabelstreifenmakis die größten Vertreter der Gabelstreifenmakis. Ihr Fell ist braun bis graubraun gefärbt und am Bauch heller. Es ist dunkler und länger als das der übrigen Arten. Sie haben zwei auffällige schwarze Streifen, die von der Kopfoberseite über die Augen verlaufen und sich an der Schnauze treffen.
Masoala-Gabelstreifenmakis leben nur auf Madagaskar. Ihr Verbreitungsgebiet umfasst die Regenwälder an der nordöstlichen Küste dieser Insel und erstreckt sich von der Masoala-Halbinsel im Norden bis in das Gebiet der Stadt Toamasina. Sie kommen bis in 1050 Meter Seehöhe vor.
Über ihre Lebensweise ist wenig bekannt. Sie dürften wie alle Gabelstreifenmakis nachtaktiv sein und sich vorwiegend von Baumsäften ernähren, wobei sie die Baumrinde mit ihrem modifizierten Gebiss – den nach vorne stehenden oberen und unteren Schneidezähnen und den verlängerten oberen Eckzähnen und Prämolaren – annagen.
Regional stellt die Zerstörung ihres Lebensraums eine Bedrohung für die Art dar. Die IUCN listet sie als „stark gefährdet“ (endangered).
In Europa wird die Art nicht mehr gehalten, ehemalige Halter sind Berlin und Paris.

## Belege
1. ↑    ZTL 17.6